# Canton de Ferney-Voltaire
Le canton de Ferney-Voltaire est une ancienne division administrative française, située dans le département de l'Ain en région Auvergne-Rhône-Alpes.

## Géographie
Ce canton était organisé autour de Ferney-Voltaire dans l'arrondissement de Gex. Son altitude variait de 400 à 1 718 m sur la commune de Thoiry, avec une moyenne de 473 m. Il s'étendait le long de la frontière suisse et constituait essentiellement une banlieue de l'agglomération genevoise.

## Histoire

Localisation du canton dans l'Ain avant 2015.

Par le décret du 13 février 2014, le canton de Ferney-Voltaire est supprimé à compter des élections départementales françaises de 2015, en application de la loi du 17 mai 2013 prévoyant le redécoupage des cantons français. Quatre de ses communes sont réunies au nouveau canton de Saint-Genis-Pouilly, les communes de Sauverny et de Versonnex sont rattachées au canton de Gex modifié et les communes de Sergy et de Thoiry sont rattachées au nouveau canton de Thoiry.

## Représentation

### Conseillers généraux de 1833 à 2015
| Période | Période          | Identité                  | Étiquette    | Qualité |
| ------- | ---------------- | ------------------------- | ------------ | --- |
| 1833    | 1852             | Louis Philibert Tissot    |              | Ancien Inspecteur de la police à Montpellier Maître de poste, maire de Pouilly-Saint-Genis                              |
| 1852    | 1862 (décès)     | Comte Henri de Budé       |              | Propriétaire du château de Ferney-Voltaire, conseiller d'arrondissement                                                 |
| 1862    | 1869             | Félix Gerlier             |              | Docteur-médecin, maire de Ferney-Voltaire                                                                               |
| 1869    | 1874 (décès)     | Gustave David             | Indépendant  | Négociant |
| 1874    | 1889             | Aristide Vuaillet         | Républicain  | Propriétaire Maire de Saint-Genis-Pouilly (1861-1885), conseiller d'arrondissement                                      |
| 1889    | 1893 (décès)     | Louis Chatelain           |              | Maire de Ferney-Voltaire (1882-1890)                                                                                    |
| 1894    | 1898 (démission) | Jules Ballivet            | Républicain  | Médecin, maire de Gex                                                                                                   |
| 1898    | 1940             | Albert Fouilloux          | Rad          | Magistrat Maire de Prévessin, conseiller d'arrondissement Sénateur (1923-1945) Président du Conseil général (1931-1940) |
|         |                  |                           |              | |
| 1945    | 1959             | Albert Hecler (1889-1966) | Rad          | Maire de Ferney-Voltaire (1931-1959), ancien conseiller d'arrondissement                                                |
| 1959    | 1985             | Roland Ruet               | RI puis UDF  | Chef d'entreprise Sénateur (1971-1989) Président du Conseil général (1976-1984) Maire de Ferney-Voltaire (1959-1971)    |
| 1985    | 1998             | Pascal Meylan             | UDF-DL       | Notaire Maire de Ferney-Voltaire (1971-1995)                                                                            |
| 1998    | 2011             | Jocelyne Boch             | UDF puis UMP | Chef d'entreprise Maire de Thoiry (1995-2008) Conseillère régionale depuis 2010                                         |
| 2011    | 2015             | Jean-Paul Laurenson       | DVG          | Ingénieur en travaux publics, maire de Prévessin-Moëns (1995-2014)                                                      |

### Conseillers d'arrondissement (de 1833 à 1940)
Le canton de Ferney avait trois conseillers d'arrondissement.
| Période                                  | Période          | Identité                           | Étiquette           | Qualité |
| ---------------------------------------- | ---------------- | ---------------------------------- | ------------------- | --- |
| 1833                                     | 1836             | André Chevalier                    |                     | Propriétaire à Ornex                                                                                         |
| 1833                                     | 1836             | Jean Louis Taponard                |                     | Juge de paix du canton de Collonges, propriétaire à Ferney-Voltaire                                          |
| 1833                                     | 1852             | Comte Henri de Budé (1784-1862)    |                     | Propriétaire à Ferney-Voltaire                                                                               |
| 1836                                     | 1842             | Jean Pierre Buffaz                 |                     | Avocat, propriétaire à Ségny                                                                                 |
| 1836                                     | 1842             | Gaspard Marie Lançon               |                     | Propriétaire et négociant à Thoiry                                                                           |
| 1842                                     | 1858             | Jean-Baptiste Modas (1801-1890)    |                     | Notaire à Ferney-Voltaire                                                                                    |
| 1842                                     | 1848 (décès)     | Gaspard Anthelme Rouph (1765-1848) |                     | Président du Tribunal civil de Gex, propriétaire, maire de Prévessin                                         |
|                                          |                  |                                    |                     | |
| 1852                                     | 1864             | J.A.F. Jacquemier                  |                     | Juge de paix à Ferney-Voltaire, propriétaire à Prévessin                                                     |
| 1852                                     | 1858             | Jean-Marie Durand                  |                     | Maire |
| 1858                                     | 1864             | Jean-Marie Duvillard               |                     | Maire |
| 1858                                     | 1871             | Antoine-Daniel Maréchal            |                     | Maire de Ferney-Voltaire, suppléant du juge de paix                                                          |
| 1864                                     | 1871             | Auguste Girod                      |                     | Suppléant du juge de paix                                                                                    |
| 1864                                     | 1871             | Louis-Claude Lançon                |                     | Notaire à Saint-Genis-Pouilly                                                                                |
| 1871                                     | 1874             | Aristide Vuaillet                  | Républicain         | Maire de Saint-Genis-Pouilly                                                                                 |
| 1871                                     | 1877 (décès)     | Charles-Jules Fouilloux            |                     | Docteur-médecin à Saint-Genis-Pouilly                                                                        |
| 1874                                     | 1890 (décès)     | Marin Lançon (1818-1890)           | Républicain         | Maire de Thoiry                                                                                              |
| 1877                                     | 1883             | Albert Fouilloux                   |                     | Propriétaire à Ferney-Voltaire                                                                               |
| 1877                                     | 1895             | Félix Gerlier (1840-1914)          |                     | Docteur-médecin à Ferney-Voltaire                                                                            |
| 1883                                     | 1884 (démission) | M. Marchand                        |                     | Propriétaire à Ferney-Voltaire                                                                               |
| 1883                                     | 1895             | M. Lançon                          |                     | Notaire à Saint-Jean-de-Gonville                                                                             |
| 1884                                     | 1909             | Adolphe Chevallier                 | Républicain         | Maire d'Ornex                                                                                                |
| 1889                                     | 1895             | Albert Fouilloux                   | Républicain Radical | Magistrat, maire de Prévessin                                                                                |
| 1895                                     | 1904             | Alphonse Lançon                    | Républicain         | Négociant à Bellegarde                                                                                       |
| 1895                                     |                  | Adolphe Chevalier                  |                     | Négociant à Ornex                                                                                            |
| 1895                                     |                  | Charles-Edouard Fouilloux          |                     | Maire de Prévessin                                                                                           |
| 1904                                     | 1928             | Louis Michaux                      |                     | Propriétaire agricole, maire de Saint-Genis-Pouilly                                                          |
| 1904                                     | 1919             | Félix Alliod                       |                     | Maire de Moëns                                                                                               |
| 1909                                     |                  | Marc Laiderrier                    |                     | Cultivateur, maire de Sergy                                                                                  |
| 18 déc. 1910                             | 1928             | Henri Léger                        |                     | Ancien adjoint au maire de Thoiry                                                                            |
| 1919                                     | 1928             | Louis Simon                        |                     | Propriétaire à Versonnex                                                                                     |
| 1928                                     | 1931             | Alphonse Robert                    |                     | Maire de Ferney-Voltaire                                                                                     |
| 1931                                     | 1940             | Camille-Théodore Romand-Monnier    | Rad.ind.            | Agent d'assurances, maire de Thoiry                                                                          |
| 1931                                     | 1935 (décès)     | Félix Bonnefoy (1876-1935)         | Radical             | Meunier, maire de Sauverny                                                                                   |
| 1931                                     | 1940             | Albert Donnet                      | Radical             | Industriel, maire de Saint-Genis-Pouilly                                                                     |
| 1935                                     | 1940             | Albert Hécler                      | Radical             | Maire de Ferney-Voltaire                                                                                     |
| 1940                                     |                  |                                    |                     | Les conseils d'arrondissement ont été suspendus par la loi du 12 octobre 1940 et n'ont jamais été réactivés. |
| Les données manquantes sont à compléter. |                  |                                    |                     | |

## Composition
Le canton de Ferney-Voltaire regroupait huit communes :
| Nom                         | Code Insee | Intercommunalité     | Population (dernière pop. légale) |
| --------------------------- | ---------- | -------------------- | --------------------------------- |
| Ferney-Voltaire (chef-lieu) | 01160      | CA Pays de Gex Agglo | 9 337 (2014)                      |
| Ornex                       | 01281      | CA Pays de Gex Agglo | 4 512 (2016)                      |
| Prévessin-Moëns             | 01313      | CA Pays de Gex Agglo | 7 710 (2014)                      |
| Saint-Genis-Pouilly         | 01354      | CA Pays de Gex Agglo | 9 854 (2014)                      |
| Sauverny                    | 01397      | CA Pays de Gex Agglo | 1 048 (2014)                      |
| Sergy                       | 01401      | CA Pays de Gex Agglo | 2 022 (2014)                      |
| Thoiry                      | 01419      | CA Pays de Gex Agglo | 6 061 (2014)                      |
| Versonnex                   | 01435      | CA Pays de Gex Agglo | 2 170 (2014)                      |

## Démographie
| 1962  | 1968  | 1975   | 1982   | 1990   | 1999   | 2006   | 2011   | 2012   |
| ----- | ----- | ------ | ------ | ------ | ------ | ------ | ------ | ------ |
| 5 393 | 8 342 | 15 304 | 19 066 | 25 239 | 28 427 | 32 798 | 38 902 | 40 677 |